# Charlotte Amalie
Charlotte Amalie è la capitale nonché la più grande città delle Isole Vergini Americane. Si trova sull'isola di Saint Thomas e conta una popolazione di circa 19 000 abitanti, secondo una stima del 2004.
La città prende il proprio nome da Carlotta Amalia d'Assia-Kassel (1650-1714), sposa del re Cristiano V di Danimarca. È famosa per il porto caratterizzato dalla profondità delle sue acque, un tempo preda dei pirati, ora luogo di sosta per molte crociere (circa un milione e mezzo di passeggeri arrivò a Charlotte Amalie nel 2004).
Charlotte Amalie ha inoltre parecchi edifici di importanza storica, tra cui la cattedrale cattolica dei Santi Pietro e Paolo. Nella città si trova la seconda sinagoga più antica dell'emisfero occidentale.